# Gigabyte Technology
GIGABYTE Technologies ou Gigabyte Technology é uma empresa de Taiwan, fundada em 1986, especializada na fabricação de hardware.
Seu portfólio inclui placas de vídeo, cooler, dentre outros, sendo bastante conhecida por suas placas-mãe.
Possui fábrica no Brasil.
Foi fundada em 1986, com os principais clientes alguns dos maiores fabricantes de produtos como computadores Alienware e Falcon Northwest, é financiada publicamente e está cotada na Taiwan Stock Exchange (2376.TW). Gigabyte é considerado um fabricante de placa-mãe primeiro nível de base ou placas (com base em unidades vendidas), juntamente com Micro-Star International (MSI), Elitegroup Computer Sytems (ECS) e Asus

## Produtos

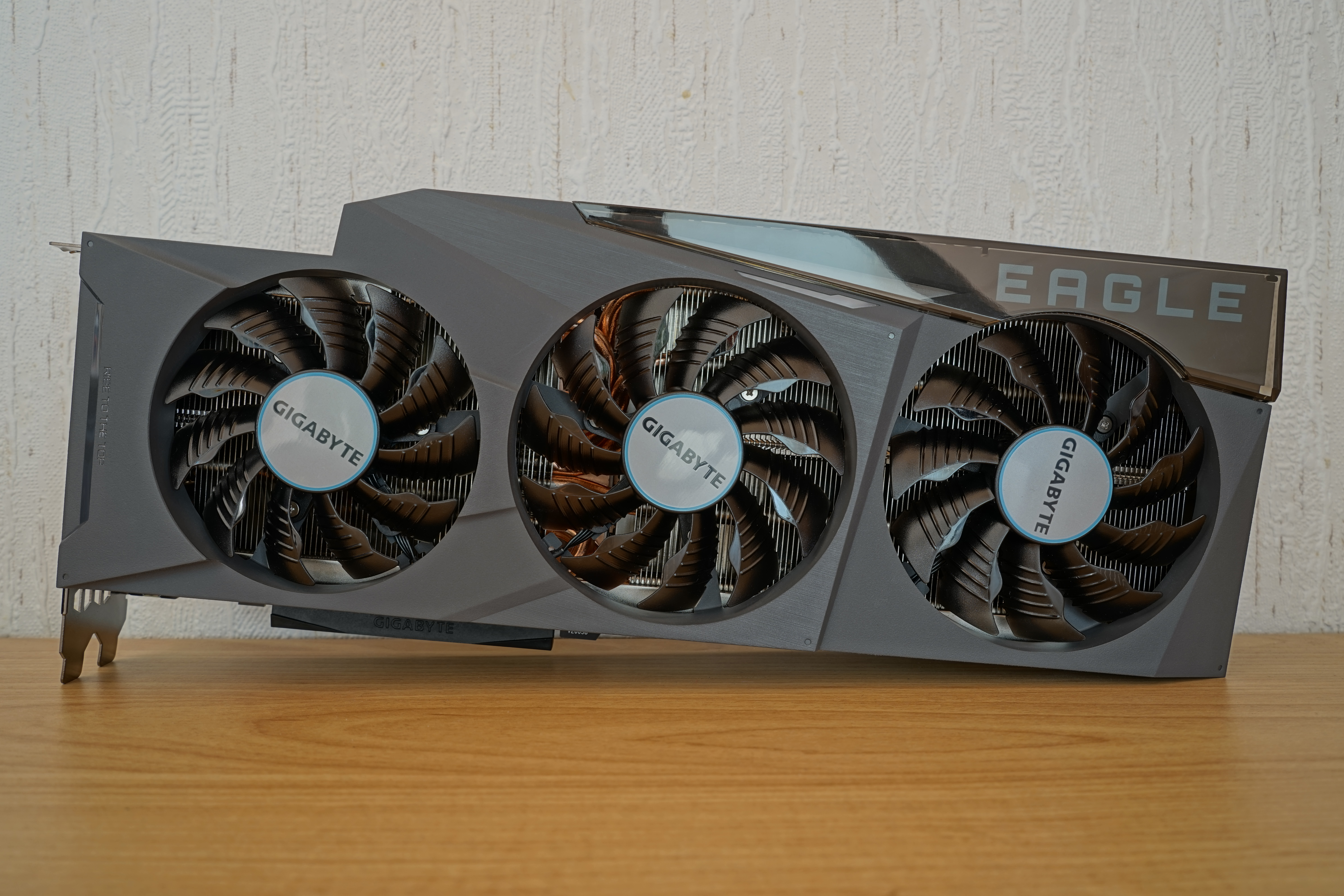
Placa de vídeo da Gigabyte Technology de 2020

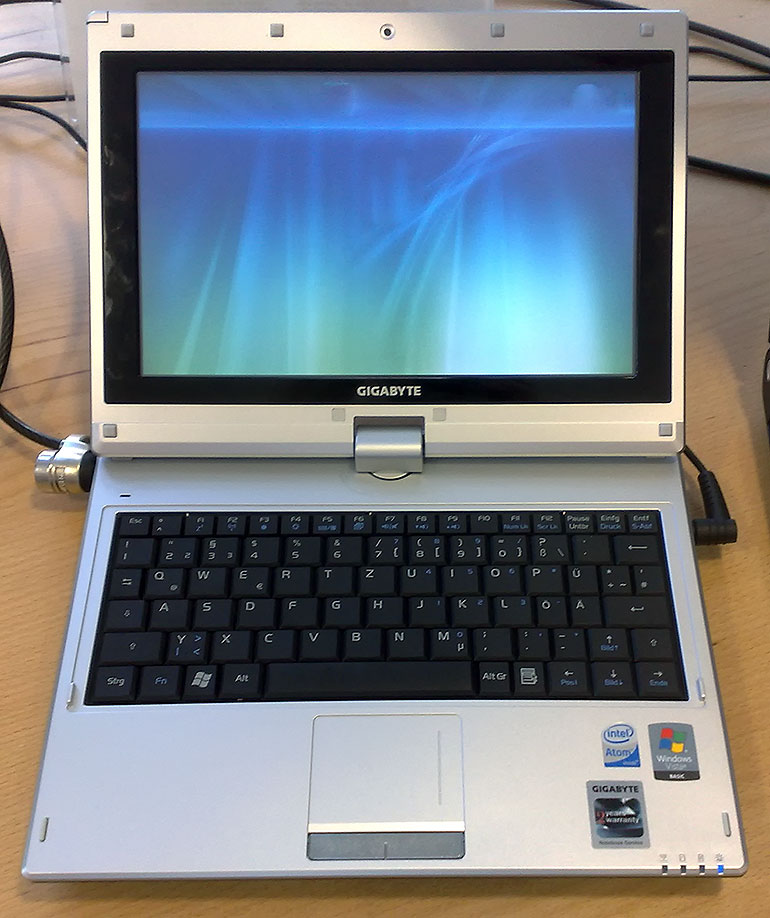
Laptop da Gigabyte Technology.

Alem do design e fabricação de placas-mãe que suportam os processadores AMD e Intel, a empresa também fabrica placas de vídeo com GPUs ATI/AMD e NVIDIA
Também produz PCs, laptops, drives de armazenamento óptico, monitores LCD, teclados, mouses, componentes de ventilação, telefones celulares e acessórios de alta tecnologia, dispositivos do sistema de rede, fontes de alimentação e uma linha de ATX barebones.
Gigabyte foi a primeira empresa no mundo a fabricar um poder de comutação controlado por software, ODIN GT2 Series.